# Apostichopus johnsoni
Apostichopus johnsoni is een zeekomkommer uit de familie Stichopodidae.
De wetenschappelijke naam van de soort werd in 1886 gepubliceerd door Johan Hjalmar Théel.